# Indiska Magasinet
Indiska 1901, även känt som Indiska och tidigare Indiska Magasinet Aktiebolag är ett svenskt detaljhandelsföretag etablerat 1901 inom mode, accessoarer och inredning av skandinavisk design med influenser från olika delar av världen. I januari 2023 hade Indiska 40 butiker i Sverige och Finland.

## Historia
År 1901 slog Mathilda Hamilton upp portarna till Indiska utställningen på Regeringsgatan i Stockholm, en butik med prydnadsföremål från Indien och Orienten. Hon var en berest missionär som var intresserad av Indien och dess hantverkstraditioner och var även engagerad i sociala frågor. Alla inkomster av försäljningen gick till skolverksamhet i Indien.
Indiska utställningen köptes på 1950-talet av Åke Thambert som gav butiken namnet Indiska Magasinet. Företaget växte under 1970-talet till en rikstäckande butikskedja och etablerades på 1990-talet även på andra nordiska marknader. Åke Thamberts dotterdotter Sofie Gunolf (född 1969) tog i juni 2006 över som verkställande direktör. Indiska etablerade sig i Norden och förändrades under år 2000. Cirka 40 nya butiker öppnar under det första halvåret, liksom butiker i Norge och Finland. Indiska blir ett livsstilsmärke och har som mål att: Krydda i människors dagliga liv. Indiska öppnar tre restauranger i Stockholm vid namn Hurry Curry. 2013–2014 expanderade Indiska ytterligare och öppnade butik i Tyskland samt Island. År 2015 utsågs David Rönnberg till ny verkställande direktör för bolaget. Två år senare tillträdde Karin Lindahl som VD och blev även ny ägare av Indiska Magasinet efter en rekonstruktion. År 2018 meddelande Indiska att de efter fyra år stängde sina butiker i Tyskland på grund av bristande lönsamhet. Dessutom stängdes 12 butiker i Sverige, Norge och Finland av samma orsaker. I november 2020 meddelades att Indiska skulle stänga alla sina butiker i Norge.
Efter konkurs
Den 25 oktober 2022 meddelade Indiska att man hade lämnat in en ansökan om konkurs till Stockholms tingsrätt. Efter dryga två veckor köptes företaget den 7 november 2022 av Gerald Engström via det egna bolaget Färna Invest. I samband med detta så bildades det nya företaget Indiska 1901 som tog över verksamheten. I och med att Indiska köptes upp ersattes Karin Lindahl som VD och efterträddes av tillförordnad VD Eva Kaijser. Den 12 december 2022 tog Yvonne Magnusson-Norling över som VD. Hon avgick som VD efter ett år och någon månad på posten.[källa behövs]